# Ranger 7

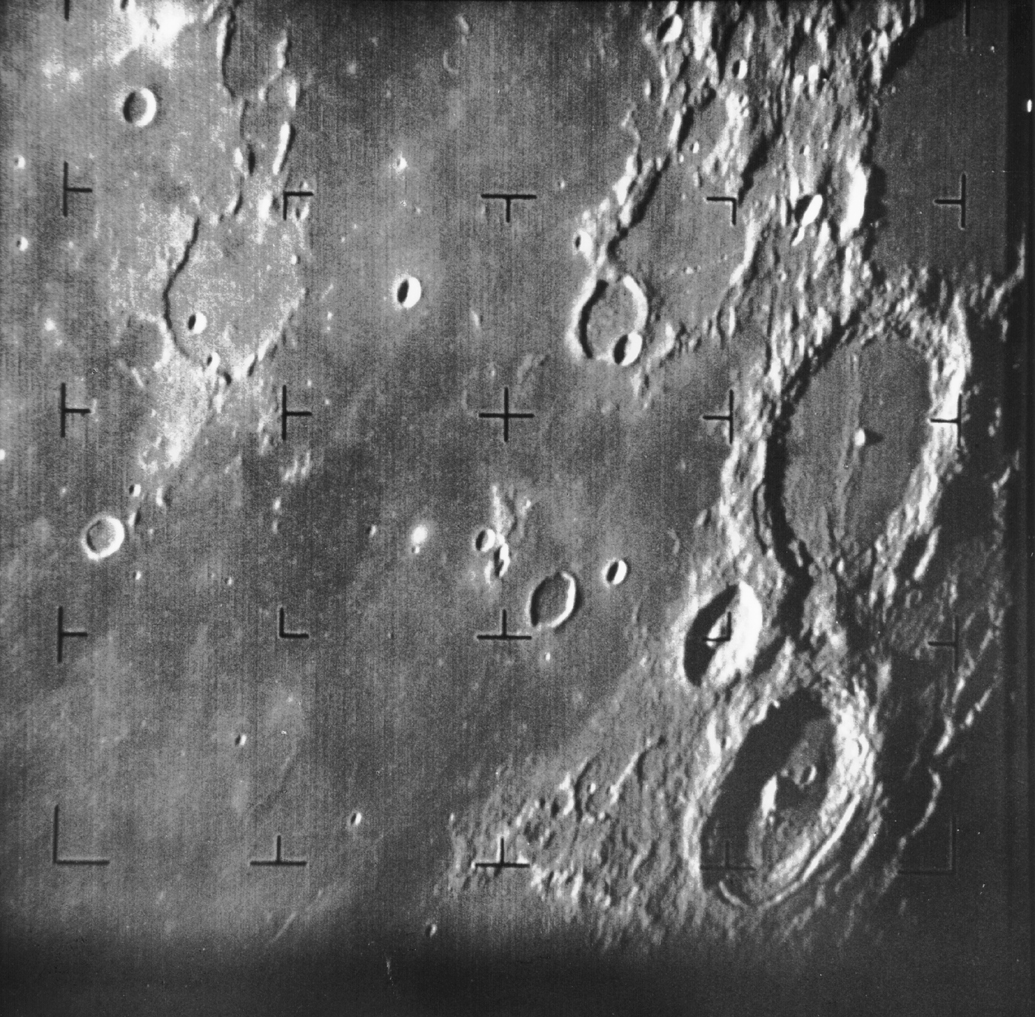
La première image de la Lune prise par un véhicule spatial américain. Le grand cratère au centre droit est Alphonsus.

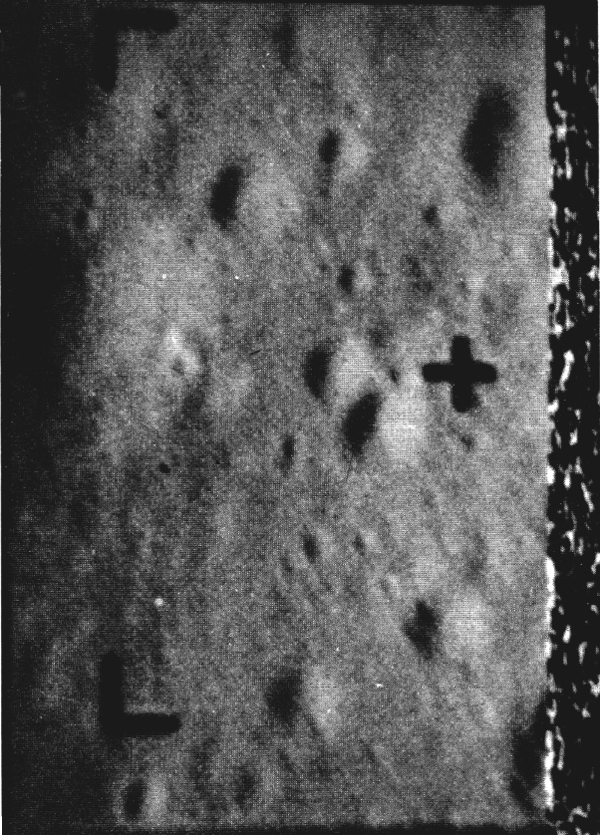
La dernière image de Ranger 7, prise à 488 m au-dessus de la Lune, révèle des caractéristiques de 38 cm de diamètre. Le motif de bruit à droite est le résultat de l'impact du véhicule spatial durant l'émission.

Ranger 7 est la première sonde spatiale américaine à transmettre avec succès des images proches de la surface lunaire vers la Terre. C'est aussi le premier vol entièrement réussi du programme Ranger.
Lancé le 28 juillet 1964, Ranger 7 est conçu pour atteindre une trajectoire d'impact lunaire et transmettre des images à haute résolution de la surface lunaire durant les dernières minutes du vol, jusqu'à l'impact. Le véhicule spatial emporte six caméras de télévision à tube vidicon, 2 grand angle (canal F, caméras A et B) et 4 angle étroit (canal P) pour atteindre ces objectifs. Les caméras sont disposées en deux chaînes ou canaux distincts et autonomes avec alimentation, minuteries et émetteur séparés de manière à atteindre une plus grande fiabilité et la probabilité d'obtenir des images vidéo de haute qualité. La sonde lunaire Ranger 7 transmet plus de 4 300 photographies durant les 17 dernières minutes de vol. Après 68,6 heures de vol, le véhicule spatial atterrit entre Mare Nubium et Oceanus Procellarum. Le site d'atterrissage est baptisé par la suite Mare Cognitum. La vitesse d'impact est de 2,6 km s−1, et la performance du véhicule spatial dépasse les attentes de ses concepteurs. Aucune autre expérience n'est réalisée par le véhicule spatial.
La sonde lunaire Ranger 7 est crédité de « cacahuète » (peanut en anglais) dans la salle de commande de la NASA. Au moment de la réussite de Ranger 7, quelqu'un dans la salle de commande est vu en train de manger des arachides, ce qui est immédiatement interprété comme la raison du succès de la mission. Depuis 1964, dans la salle de contrôle, on ouvre solennellement un sac de cacahuètes pour porter chance et par tradition.

## Description du véhicule spatial
La sonde Ranger 7 est la deuxième d'une série de quatre sondes lunaires appartenant au standard « phase 3 » (Block III). La sonde est composée d'un cadre de base hexagonal en aluminium de 1,5 m de diamètre sur lequel sont montées les unités de propulsion et de puissance, surmonté d'une tour tronconique qui porte les caméras de télévision. Deux ailes de panneaux solaires, chacune de 73,9 cm de large sur 153,7 cm de long, et de 4,6 mètres d'envergure, et une antenne parabolique orientable et à gain élevé est fixée par des charnières sur l'un des coins de la base à distance des panneaux solaires. Une antenne cylindrique quasi-omnidirectionnelle est montée au-dessus de la tour tronconique. La hauteur totale de la sonde lunaire est de 3,6 mètres.
La propulsion pour les corrections de trajectoire à mi-parcours est fournie par un moteur de 224 N de poussée au monergol (hydrazine) avec 4 aubes de déviation vectorielle. L'orientation et le contrôle d'attitude sur 3 axes est assurée par 12 jets d'azote couplés à un système de 3 gyroscopes, 4 capteurs solaires primaires, 2 capteurs solaires secondaires, et un capteur terrestre. L'énergie est fournie par 9 792 cellules photovoltaïques en silicium contenues dans les deux panneaux solaires, ce qui donne une superficie totale de tableau de 2,3 m2 et une production de 200 watts. Deux accumulateurs argent-oxyde de zinc (AgZnO) de 1 200 watts-heures à 26,5 V avec une capacité de neuf heures d'utilisation alimentent chacun des canaux de télévision et de communication distinctes. Deux accumulateurs argent-oxyde de zinc (AgZnO) de 1 000 watts-heures stockent la puissance d'exploitation de la sonde lunaire.
Les communications étaient assurées par l'antenne quasi-omnidirectionnelle à faible gain et l'antenne parabolique à haut gain. Les émetteurs à bord du véhicule spatial comprenaient un canal de télévision F de 60 watts à 959,52 MHz, un canal de télévision P de 60 watts à 960,05 MHz, et un transpondeur canal 8 de 3 watts à 960,58 MHz. L'équipement de télécommunications convertissait le signal vidéo composite des émetteurs des caméras en un signal radio pour la transmission par l'intermédiaire de l'antenne à haut gain du véhicule spatial. La bande passante est prévue pour supporter les séquences rapides des images des caméras de télévision.

## Description des instruments
Le système de télévision consiste en six caméras de télévision Vidicon (construites par RCA) à balayage lent capables de transmettre des images télévisées en plan rapproché à haute résolution de la surface lunaire au cours des dernières minutes de vol avant que la sonde ne percute le sol lunaire. Ces photographies fournissent des informations topographiques à petite échelle nécessaires aux programmes Surveyor et Apollo.
Des vidéos de 2,54 cm de diamètre avec une cible photoconductrice de sulfure d'antimoine et de sulfure d'oxygène (ASOS - Antimony-Sulfide Oxy-Sulfide) sont utilisés pour la détection d'images par les six caméras. Deux canaux de caméra disposant de réseaux de distribution d'énergie indépendants permettent d'obtenir la plus grande fiabilité et probabilité d'obtenir des images vidéo de la plus haute qualité. Le premier canal comporte deux caméras à balayage complet : une caméra à grand angle (champ de vision de 25° et de longueur focale de 25 mm) pour la caméra A et un angle étroit (champ de vision de 8,4° et de longueur focale de 76 mm) pour la caméra B. Ces caméras utilisent une zone d'image active de 11 mm2 contenant 1 150 lignes et balayées en 2,5 secondes. Les cycles de balayage et d'effacement sont conçus pour fonctionner en alternance, ce qui donne des intervalles de 5 secondes entre des images consécutives sur une caméra donnée. L'autre canal a quatre caméras à balayage partiel, deux à angle étroit et deux à grand angle. L'image de ces quatre caméras fait 2,8 mm2, contenant 300 lignes et balayées en 0,2 seconde. L'instrument permet aux champs de vision de la caméra, qui va de 25° à 2,1° de se chevaucher et de produire une séquence d'images « imbriquées ».
Des volets de type à fente à commande électromagnétique exposent les caméras Vidicon. Les images sont focalisées sur la cible Vidicon, constituée d'une couche de matériau photoconducteur chargée initialement par balayage avec un faisceau d'électrons. Un faisceau d'électrons balaye ensuite la surface et recharge le photoconducteur. Le signal vidéo est amplifié plusieurs milliers de fois, envoyé à l'émetteur où les variations d'amplitude sont converties en variations de fréquence, puis directement transmises à la Terre. À la fin de la numérisation active, l'appareil photo entre dans un cycle d'effacement pour le préparer à la prochaine exposition. Douze images du canal P sont exposées entre chaque image du canal F.
Les transmissions vidéo sont envoyées à un récepteur de télévision et enregistrées à la fois sur des enregistreurs cinématographiques kinéscopes et sur des magnétophones à bande magnétique. Un tube à rayons cathodiques reconstruit l'image originale, qui ensuite est photographiée sur un film 35 mm. Le système de caméra à balayage complet commence à transmettre des images à 13 h 08 TU le 31 juillet 1964, soit 17 minutes 13 secondes avant l’impact. Le système de balayage partiel initie la transmission des images à 13 h 12 TU, soit 13 minutes 40 secondes avant l’impact. La dernière transmission à balayage complet a lieu entre 2,5 et 5 secondes avant l'impact, tandis que la dernière image à balayage partiel est prise entre 0,2 et 0,4 seconde avant l'impact et atteint une résolution de 0,5 mètre. Le mouvement de l'image est plus grave dans les dernières images. L'expérience renvoie 4 308 photographies d'excellente qualité.

## Déroulement de la mission
Le lanceur Atlas-D # 250 et l'étage Agena B # 6009 lancent la sonde lunaire Ranger 7 sur une orbite terrestre d'attente à 192 km d'altitude de la Terre. Une demi-heure après le lancement, un deuxième allumage du moteur de l'étage Agena B propulse le véhicule spatial sur une trajectoire d'interception lunaire. Après séparation de l'étage Agena B, les panneaux solaires sont déployés, le contrôle d'attitude est activé, et les transmissions du véhicule spatial passent de antenne omnidirectionnelle à l'antenne à gain élevé. Le lendemain, 29 juillet, la correction de trajectoire de mi-parcours est faite à 10 h 27 TU, comprenant une courte mise à feu. La seule anomalie durant le vol est une brève perte de verrouillage, dans les deux sens, de la sonde lunaire par la station de suivi DSIF à Cap Kennedy après le lancement.
La sonde lunaire Ranger 7 atteint la Lune le 31 juillet 1964. Le canal F commence sa première minute de préchauffe 18 minutes avant l'impact. La première image est prise à 13 h 08 min 45 s TU à une altitude de 2 110 km. La transmission de 4 308 photos d'excellente qualité a lieu au cours des 17 dernières minutes du vol. L'image finale est prise avant l'impact avec une résolution de 0,5 mètre. Le véhicule spatial rencontre la surface lunaire en mouvement le long d'une trajectoire hyperbolique directe, avec une direction asymptotique entrante d'un angle de -5,57 degrés sur l'équateur lunaire. Le plan de l'orbite est incliné de 26,84° sur l'équateur lunaire. Après 68,6 heures de vol, Ranger 7 s'écrase dans une zone entre Mare Nubium et Oceanus Procellarum (ensuite nommé Mare Cognitum) à environ 10,70° S et 339,33° E. L'impact a lieu à 13 h 25 min 48,82 s TU à une vitesse de 2,62 km/s. La performance du véhicule spatial est considérée excellente.
La sonde lunaire Ranger 7 est crédité du début de la tradition « cacahuète » (peanut en anglais) dans la salle de commande de la NASA. Au moment de la réussite de Ranger 7, quelqu'un dans la salle de commande est vu en train de manger des arachides, ce qui est immédiatement interprété comme la raison du succès de la mission. Depuis 1964, dans la salle de contrôle on ouvre solennellement un paquet de cacahuètes pour porter chance et par tradition.
La première image de la Lune prise par un véhicule spatial américain. Elle est prise le 31 juillet 1964, environ 17 minutes avant d'arriver sur la surface de la Lune. La mer des Nuées (Mare Nubium) est à gauche du centre. Le site d'impact de la sonde lunaire Ranger 7 est hors du cadre sur la gauche.

## Déductions sur le sol lunaire
Les photos retransmises, mille fois plus précises que les observations des téléscopes terrestres les plus puissants, orientent l'interprétation sur l'origine des cratères lunaires. La théorie météoritique est désormains privilégiée sur celle des phénomènes volcaniques. Les plus petites cuvettes observées sur les images de Ranger 7 mesurent quelques mètres, et résultent d'impacts de météorites. Les impacts de micrométéorites doivent former une croûte plus ou moins poreuse. L'américain Gerard Kuiper du laboratoire lunaire de l'Université de l'Arizona déclare le 5 aout 1964 affirme que, d'après les images, la surface lunaire est dure comme de la neige tôlée. 